# Montricoux
Montricoux [mɔ̃ʁiku] est une commune française située dans l'est du département de Tarn-et-Garonne, en région Occitanie.
Sur le plan géologique, historique et culturel, la commune est dans le causse de Caylus, au sud du causse de Limogne, occupant une situation de carrefour à la limite du Quercy et du Rouergue.
Exposée à un climat océanique altéré, elle est drainée par l'Aveyron, le ruisseau de la Vaysse, le ruisseau de Rieumet et par divers autres petits cours d'eau. La commune possède un patrimoine naturel remarquable : un site Natura 2000 (Les « vallées du Tarn, de l'Aveyron, du Viaur, de l'Agout et du Gijou »), un espace protégé (le « cours de la Garonne, de l'Aveyron, du Viaur et du Tarn ») et trois zones naturelles d'intérêt écologique, faunistique et floristique.
Montricoux est une commune rurale qui compte 1 175 habitants en 2022, après avoir connu une forte hausse de la population depuis 1975.  Elle fait partie de l'aire d'attraction de Montauban. Ses habitants sont appelés les Montricounais ou  Montricounaises.

## Géographie

### Localisation
Commune située le long des berges de l'Aveyron, entre Nègrepelisse et Bruniquel. Elle est limitrophe du département du Tarn.

### Communes limitrophes
Les communes limitrophes sont Penne, Bioule, Bruniquel, Caussade, Cazals, Nègrepelisse, Saint-Antonin-Noble-Val et Saint-Cirq.
| Caussade     | Saint-Cirq | Saint-Antonin-Noble-Val, Cazals |
| Bioule       | Montricoux | Penne (Tarn)                    |
| Nègrepelisse | Bruniquel  |                                 |

### Hydrographie

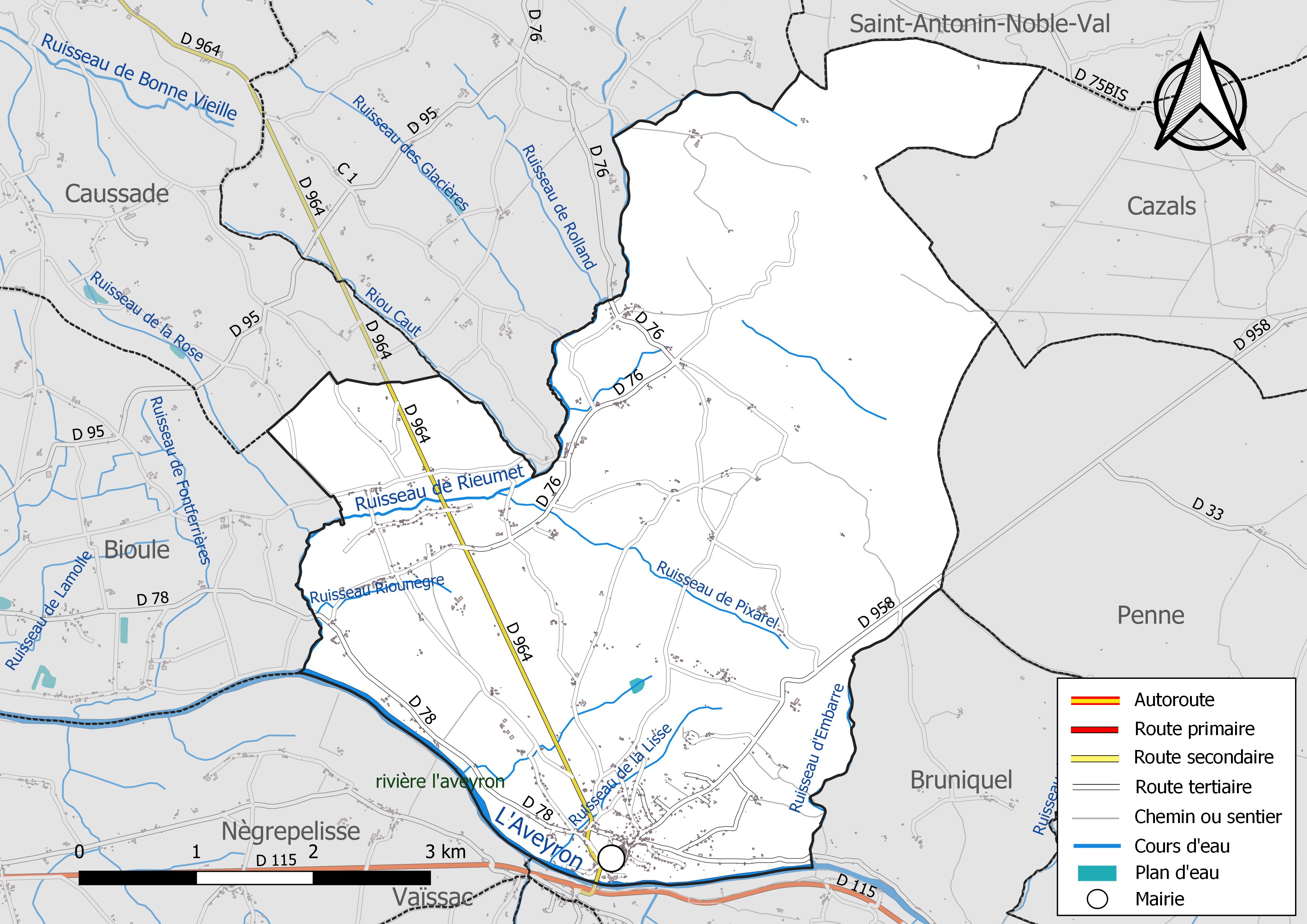
Réseaux hydrographique et routier de Montricoux.

La commune est dans le bassin versant de la Garonne, au sein du bassin hydrographique Adour-Garonne. Elle est drainée par l'Aveyron, le ruisseau de la Vaysse, le ruisseau de Rieumet, le ruisseau de la Lisse, le ruisseau de la Rose, le ruisseau d'Embarre, le ruisseau de Pixarel, le ruisseau Riounègre et par divers petits cours d'eau, constituant un réseau hydrographique de 19 km de longueur totale,.
L'Aveyron, d'une longueur totale de 291 km, prend sa source dans la commune de Sévérac d'Aveyron et s'écoule d'est en ouest. Il traverse la commune et se jette dans le Tarn à Barry-d'Islemade, après avoir traversé 60 communes.

### Climat
Pour des articles plus généraux, voir Climat de l'Occitanie et Climat de Tarn-et-Garonne.
En 2010, le climat de la commune est de type climat du Bassin du Sud-Ouest, selon une étude du Centre national de la recherche scientifique s'appuyant sur une série de données couvrant la période 1971-2000. En 2020, Météo-France publie une typologie des climats de la France métropolitaine dans laquelle la commune est exposée à un climat océanique altéré et est dans la région climatique Aquitaine, Gascogne, caractérisée par une pluviométrie abondante au printemps, modérée en automne, un faible ensoleillement au printemps, un été chaud (19,5 °C), des vents faibles, des brouillards fréquents en automne et en hiver et des orages fréquents en été (15 à 20 jours).
Pour la période 1971-2000, la température annuelle moyenne est de 12,9 °C, avec une amplitude thermique annuelle de 15,9 °C. Le cumul annuel moyen de précipitations est de 780 mm, avec 9,1 jours de précipitations en janvier et 5,6 jours en juillet. La station météorologique de Météo-France installée sur la commune et en service de 1999 à 2020 permet de connaître les indicateurs météorologiques pour la période 1981-2010. 
| Mois                                  | jan.          | fév.         | mars         | avril       | mai           | juin          | jui.          | août         | sep.          | oct.          | nov.            | déc.         | année    |
| ------------------------------------- | ------------- | ------------ | ------------ | ----------- | ------------- | ------------- | ------------- | ------------ | ------------- | ------------- | --------------- | ------------ | -------- |
| Température minimale moyenne (°C)     | 1,2           | 1,3          | 3,6          | 6,3         | 10,2          | 13,8          | 15            | 14,6         | 11            | 8,9           | 4,4             | 1,3          | 7,7      |
| Température moyenne (°C)              | 5,4           | 6,4          | 9,7          | 12,5        | 16,5          | 20,6          | 22,1          | 21,7         | 18,2          | 14,7          | 8,8             | 5,3          | 13,5     |
| Température maximale moyenne (°C)     | 9,6           | 11,5         | 15,8         | 18,8        | 22,7          | 27,4          | 29,2          | 28,9         | 25,4          | 20,5          | 13,1            | 9,4          | 19,4     |
| Record de froid (°C) date du record   | −10 23.01.11  | −15 06.02.12 | −11 01.03.05 | −3 17.04.12 | −1,5 06.05.19 | 2 01.06.06    | 6,5 22.07.08  | 6,5 31.08.10 | 1 25.09.02    | −4,5 29.10.12 | −10 17.11.07    | −13 26.12.10 | −15 2012 |
| Record de chaleur (°C) date du record | 18,5 05.01.18 | 24 27.02.19  | 26 15.03.12  | 30 24.04.07 | 34 30.05.03   | 40,5 27.06.19 | 41,5 30.07.20 | 43 12.08.03  | 36,5 12.09.16 | 31,5 02.10.11 | 25,5 01.11.1999 | 20 17.12.15  | 43 2003  |
| Précipitations (mm)                   | 66,3          | 41,7         | 55,4         | 85,8        | 78,2          | 51,7          | 45,5          | 60,6         | 66,5          | 63,7          | 65              | 59,9         | 740,3    |

Pour la période 1991-2020, la température moyenne annuelle observée sur la station météorologique de Météo-France la plus proche, « Bioule », sur la commune de Bioule à 7 km à vol d'oiseau, est de 13,9 °C et le cumul annuel moyen de précipitations est de 737,9 mm. 
La température maximale relevée sur cette station est de 41,9 °C, atteinte le 26 août 2010 ; la température minimale est de −15,1 °C, atteinte le 6 février 2012,,.
Les paramètres climatiques de la commune ont été estimés pour le milieu du siècle (2041-2070) selon différents scénarios d'émission de gaz à effet de serre à partir des nouvelles projections climatiques de référence DRIAS-2020. Ils sont consultables sur un site dédié publié par Météo-France en novembre 2022.

### Milieux naturels et biodiversité

#### Espaces protégés
La protection réglementaire est le mode d’intervention le plus fort pour préserver des espaces naturels remarquables et leur biodiversité associée,.
Un  espace protégé est présent sur la commune : 
le « cours de la Garonne, de l'Aveyron, du Viaur et du Tarn », objet d'un arrêté de protection de biotope, d'une superficie de 1 262,3 ha.

#### Réseau Natura 2000

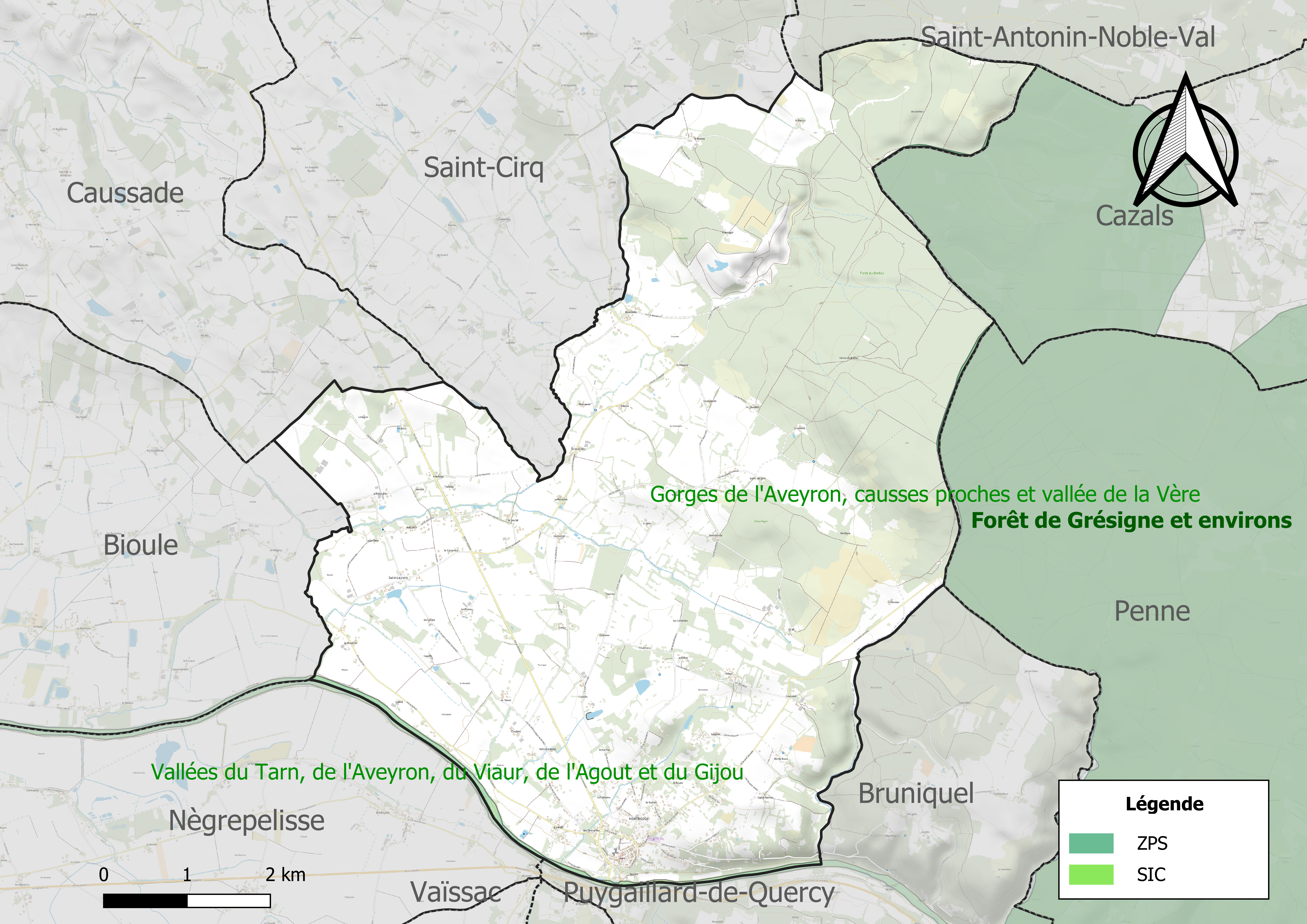
Site Natura 2000 sur le territoire communal.

Le réseau Natura 2000 est un réseau écologique européen de sites naturels d'intérêt écologique élaboré à partir des directives habitats et oiseaux, constitué de zones spéciales de conservation (ZSC) et de zones de protection spéciale (ZPS).
Un site Natura 2000 a été défini sur la commune au titre de la directive habitats : Les « vallées du Tarn, de l'Aveyron, du Viaur, de l'Agout et du Gijou », d'une superficie de 17 144 ha, s'étendant sur 136 communes dont 41 dans l'Aveyron, 8 en Haute-Garonne, 50 dans le Tarn et 37 dans le Tarn-et-Garonne. Elles présentent une très grande diversité d'habitats et d'espèces dans ce vaste réseau de cours d'eau et de gorges. La présence de la Loutre d'Europe et de la moule perlière d'eau douce est également d'un intérêt majeur.

#### Zones naturelles d'intérêt écologique, faunistique et floristique
L’inventaire des zones naturelles d'intérêt écologique, faunistique et floristique (ZNIEFF) a pour objectif de réaliser une couverture des zones les plus intéressantes sur le plan écologique, essentiellement dans la perspective d’améliorer la connaissance du patrimoine naturel national et de fournir aux différents décideurs un outil d’aide à la prise en compte de l’environnement dans l’aménagement du territoire.
Une ZNIEFF de type 1 est recensée sur la commune :
la « rivière Aveyron » (3 500 ha), couvrant 63 communes dont 38 dans l'Aveyron, cinq dans le Tarn et 20 dans le Tarn-et-Garonne et deux ZNIEFF de type 2, : 
- le « causse du Frau et falaises rive droite de l'Aveyron entre Montricoux et Saint-Antonin-Noble-val » (6 135 ha), couvrant 7 communes dont une dans le Tarn et six dans le Tarn-et-Garonne[21] ;
- la « vallée de l' Aveyron » (14 644 ha), couvrant 68 communes dont 41 dans l'Aveyron, cinq dans le Tarn et 22 dans le Tarn-et-Garonne[22].

Carte des ZNIEFF de type 1 et 2 à Montricoux.
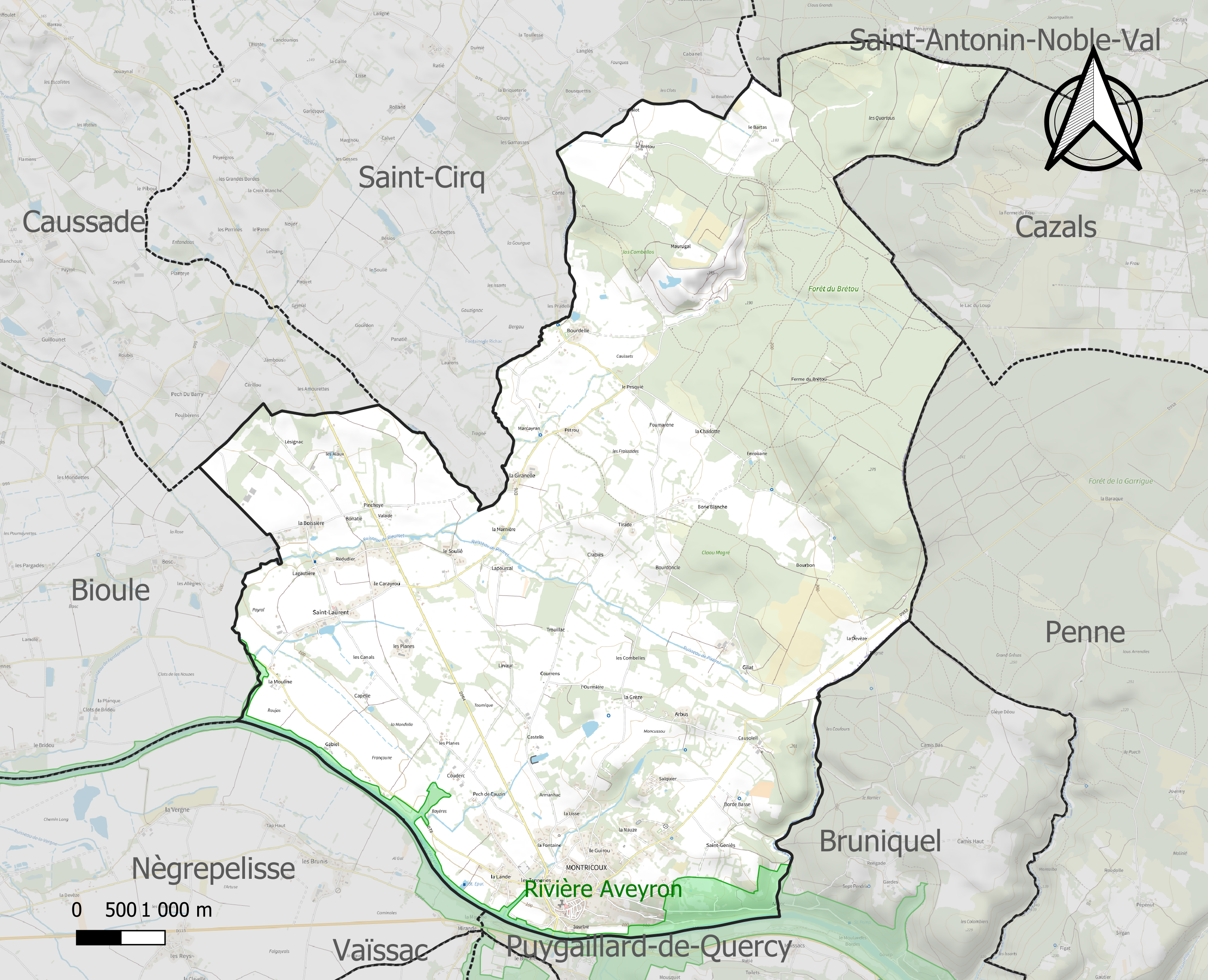
Carte de la ZNIEFF de type 1 sur la commune.
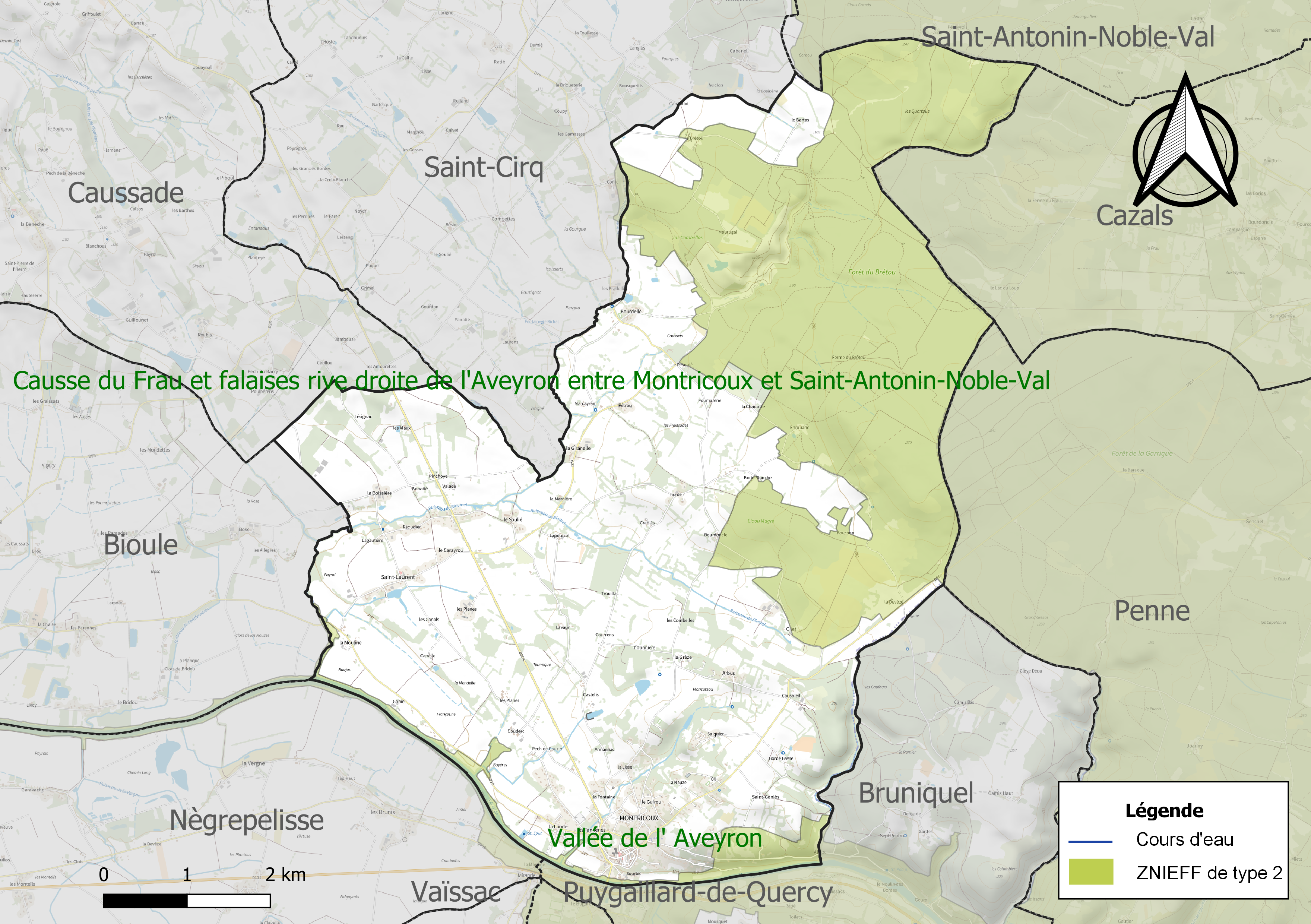
Carte des ZNIEFF de type 2 sur la commune.

## Urbanisme

### Typologie
Au 1er janvier 2024, Montricoux est catégorisée bourg rural, selon la nouvelle grille communale de densité à sept niveaux définie par l'Insee en 2022.
Elle est située hors unité urbaine. Par ailleurs la commune fait partie de l'aire d'attraction de Montauban, dont elle est une commune de la couronne,. Cette aire, qui regroupe 50 communes, est catégorisée dans les aires de 50 000 à moins de 200 000 habitants,.

### Occupation des sols
L'occupation des sols de la commune, telle qu'elle ressort de la base de données européenne d’occupation biophysique des sols Corine Land Cover (CLC), est marquée par l'importance des territoires agricoles (60,2 % en 2018), en diminution par rapport à 1990 (62,9 %). La répartition détaillée en 2018 est la suivante : 
forêts (26,8 %), prairies (25,7 %), zones agricoles hétérogènes (24,1 %), terres arables (10,4 %), milieux à végétation arbustive et/ou herbacée (7,1 %), zones urbanisées (3,6 %), mines, décharges et chantiers (2,3 %). L'évolution de l’occupation des sols de la commune et de ses infrastructures peut être observée sur les différentes représentations cartographiques du territoire : la carte de Cassini (XVIIIe siècle), la carte d'état-major (1820-1866) et les cartes ou photos aériennes de l'IGN pour la période actuelle (1950 à aujourd'hui).

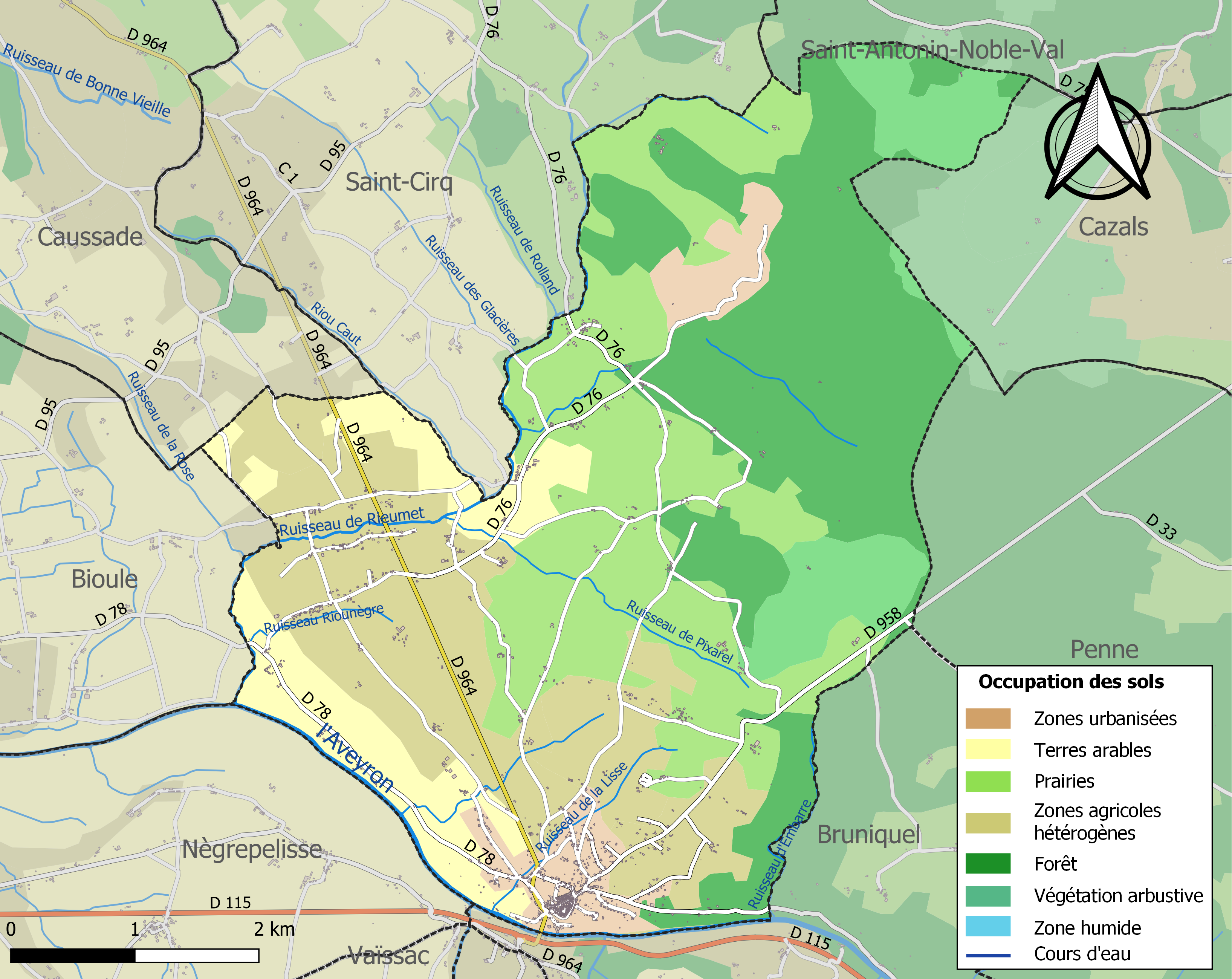
Carte des infrastructures et de l'occupation des sols de la commune en 2018 (CLC).

### Risques majeurs
Le territoire de la commune de Montricoux est vulnérable à différents aléas naturels : météorologiques (tempête, orage, neige, grand froid, canicule ou sécheresse), inondations, feux de forêts, mouvements de terrains et séisme (sismicité très faible). Il est également exposé à deux risques technologiques,  le transport de matières dangereuses et la rupture d'un barrage. Un site publié par le BRGM permet d'évaluer simplement et rapidement les risques d'un bien localisé soit par son adresse soit par le numéro de sa parcelle.

#### Risques naturels
Certaines parties du territoire communal sont susceptibles d’être affectées par le risque d’inondation par débordement de cours d'eau, notamment l'Aveyron. La cartographie des zones inondables en ex-Midi-Pyrénées réalisée dans le cadre du XIe Contrat de plan État-région, visant à informer les citoyens et les décideurs sur le risque d’inondation, est accessible sur le site de la DREAL Occitanie. La commune a été reconnue en état de catastrophe naturelle au titre des dommages causés par les inondations et coulées de boue survenues en 1982, 1993, 1995, 1999, 2003, 2007 et 2021,.
Montricoux est exposée au risque de feu de forêt du fait de la présence sur son territoire . Le département de Tarn-et-Garonne présentant toutefois globalement un niveau d’aléa moyen à faible très localisé, aucun Plan départemental de protection des forêts contre les risques d’incendie de forêt (PFCIF) n'a été élaboré. Le débroussaillement aux abords des maisons constitue l’une des meilleures protections pour les particuliers contre le feu,.

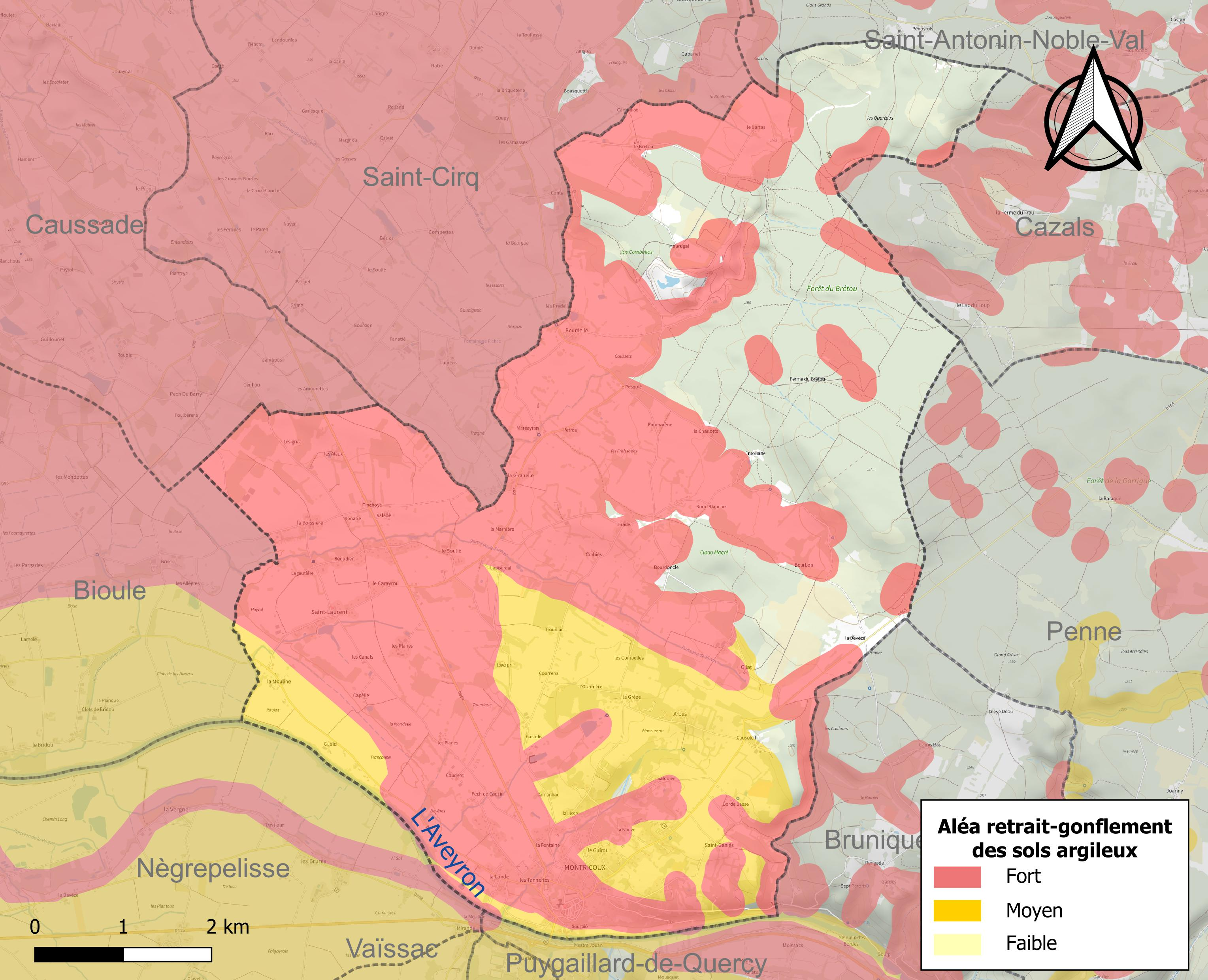
Carte des zones d'aléa retrait-gonflement des sols argileux de Montricoux.

Les mouvements de terrains susceptibles de se produire sur la commune sont des tassements différentiels.
Le retrait-gonflement des sols argileux est susceptible d'engendrer des dommages importants aux bâtiments en cas d’alternance de périodes de sécheresse et de pluie. 73 % de la superficie communale est en aléa moyen ou fort (92 % au niveau départemental et 48,5 % au niveau national). Sur les 618 bâtiments dénombrés sur la commune en 2019, 612 sont en aléa moyen ou fort, soit 99 %, à comparer aux 96 % au niveau départemental et 54 % au niveau national. Une cartographie de l'exposition du territoire national au retrait gonflement des sols argileux est disponible sur le site du BRGM,.
Par ailleurs, afin de mieux appréhender le risque d’affaissement de terrain, l'inventaire national des cavités souterraines permet de localiser celles situées sur la commune.
Concernant les mouvements de terrains, la commune a été reconnue en état de catastrophe naturelle au titre des dommages causés par la sécheresse en 1989, 2002, 2003, 2009 et 2016 et par des mouvements de terrain en 1999.

#### Risques technologiques
Le risque de transport de matières dangereuses sur la commune est lié à sa traversée par des infrastructures routières ou ferroviaires importantes ou la présence d'une canalisation de transport d'hydrocarbures. Un accident se produisant sur de telles infrastructures est susceptible d’avoir des effets graves sur les biens, les personnes ou l'environnement, selon la nature du matériau transporté. Des dispositions d’urbanisme peuvent être préconisées en conséquence.
La commune est en outre située en aval des barrages de Pareloup, de Pont-de-Salars et de Saint-Géraud, des ouvrages de classe A disposant d'une retenue de respectivement 169, 21 et 15 millions de mètres cubes,,. À ce titre elle est susceptible d’être touchée par l’onde de submersion consécutive à la rupture d'un de ces ouvrages.

## Histoire
Histoire de Montricoux et de ses environs
L'histoire de Montricoux et de sa région remonte à des époques lointaines, où les traces du passé s'entrelacent avec les événements marquants de la région. Des vestiges archéologiques témoignent de la présence humaine dès l'Antiquité, mais c'est véritablement au cours du Moyen Âge que l'histoire de Montricoux et de ses environs prend forme.

### Antiquité et Préhistoire
La région qui abrite aujourd'hui Montricoux était déjà habitée à l'époque préhistorique. Des découvertes archéologiques témoignent de la présence d'hommes préhistoriques dans les grottes avoisinantes, laissant derrière eux des indices de leur mode de vie et de leur culture.

### Moyen Âge et Période Templiers
Aux alentours du XIIIe siècle, l'Ordre des Templiers exerçait une influence significative dans la région. Montricoux, idéalement situé sur la route des pèlerinages vers Saint-Jacques-de-Compostelle, est devenu un lieu de passage et de protection crucial. Le château de Montricoux, construit vers le milieu du XIIIe siècle sous l'influence des Templiers, témoigne de cette époque. L'Ordre a laissé son empreinte sur le château, non seulement dans son architecture, mais aussi dans sa fonction de refuge pour les pèlerins.
Toutefois, la période templière a été éphémère. Au début du XIVe siècle, en 1312, l'Ordre des Templiers a été dissous et ses biens ont été saisis. Cela n'a pas empêché l'histoire de Montricoux de se poursuivre.

### Événements postérieurs
Au cours des siècles suivants, Montricoux a été témoin d'événements historiques majeurs, dont la guerre de Cent Ans (1337-1453) et la Révolution française (1789-1799), qui ont laissé leur marque sur le village et sa région.
Parmi les personnalités historiques qui ont marqué l'histoire de Montricoux, Louis-Auguste Blanqui (1805-1881) se distingue. Né à Montricoux, Blanqui était un révolutionnaire et un homme politique français engagé dans la défense des idéaux socialistes. Son héritage continue d'influencer les réflexions politiques et sociales.

### Patrimoine et Activités
De nos jours, Montricoux continue d'être un témoin vivant de son passé. Le château restauré est une attraction majeure, offrant aux visiteurs un aperçu de l'histoire médiévale de la région. Les événements culturels, les expositions artistiques et les festivals célèbrent le patrimoine et la créativité de Montricoux.
Les alentours pittoresques offrent également de nombreuses activités en plein air, allant de la randonnée à la pêche, permettant aux visiteurs de se connecter avec la beauté naturelle de la région.
En somme, l'histoire de Montricoux et de ses environs est une chronique riche en événements et en influences diverses, allant de l'époque préhistorique aux périodes médiévales et modernes. Ce village emblématique continue de captiver les esprits par son histoire fascinante et son patrimoine culturel varié.

### Héraldique
| Montricoux | Son blasonnement est : D'or à la montagne de sinople, au chef de gueules chargé de deux merlettes d'argent. |

## Politique et administration

### Liste des maires
| Période   | Période  | Identité               | Étiquette | Qualité                           |
| --------- | -------- | ---------------------- | --------- | --------------------------------- |
|           | 1983     | Claudius Savy          | SE        | décédé avant la fin de son mandat |
| 2001      | 2008     | Claude Jouany          | SE        |                                   |
| mars 2008 | En cours | Fabienne Pern-Savignac | DVG       |                                   |

La commune de Montricoux fait partie de la communauté de communes Terrasses et Vallée de l'Aveyron.

## Démographie
L'évolution du nombre d'habitants est connue à travers les recensements de la population effectués dans la commune depuis 1793. Pour les communes de moins de 10 000 habitants, une enquête de recensement portant sur toute la population est réalisée tous les cinq ans, les populations de référence des années intermédiaires étant quant à elles estimées par interpolation ou extrapolation. Pour la commune, le premier recensement exhaustif entrant dans le cadre du nouveau dispositif a été réalisé en 2005.

En 2022, la commune comptait 1 175 habitants, en évolution de −1,43 % par rapport à 2016 (Tarn-et-Garonne : +3,12 %, France hors Mayotte : +2,11 %).
| 1793  | 1800  | 1806  | 1821  | 1831  | 1836  | 1841  | 1846  | 1851  |
| ----- | ----- | ----- | ----- | ----- | ----- | ----- | ----- | ----- |
| 1 269 | 1 379 | 1 531 | 1 578 | 1 641 | 1 601 | 1 585 | 1 533 | 1 542 |

| 1856  | 1861  | 1866  | 1872  | 1876  | 1881  | 1886  | 1891  | 1896  |
| ----- | ----- | ----- | ----- | ----- | ----- | ----- | ----- | ----- |
| 1 554 | 1 551 | 1 523 | 1 399 | 1 357 | 1 223 | 1 236 | 1 181 | 1 109 |

| 1901  | 1906  | 1911  | 1921 | 1926 | 1931 | 1936 | 1946 | 1954 |
| ----- | ----- | ----- | ---- | ---- | ---- | ---- | ---- | ---- |
| 1 084 | 1 046 | 1 006 | 840  | 836  | 860  | 812  | 831  | 761  |

| 1962 | 1968 | 1975 | 1982 | 1990 | 1999 | 2005  | 2006  | 2010  |
| ---- | ---- | ---- | ---- | ---- | ---- | ----- | ----- | ----- |
| 784  | 801  | 726  | 754  | 909  | 970  | 1 024 | 1 021 | 1 091 |

| 2015  | 2020  | 2022  | - | - | - | - | - | - |
| ----- | ----- | ----- | - | - | - | - | - | - |
| 1 183 | 1 175 | 1 175 | - | - | - | - | - | - |

## Économie

### Revenus
En 2018, la commune compte 510 ménages fiscaux, regroupant 1 138 personnes. La médiane du revenu disponible par unité de consommation est de 20 530 € (20 140 € dans le département).

### Emploi
|                | 2008  | 2013   | 2018   |
| -------------- | ----- | ------ | ------ |
| Commune        | 9,6 % | 9,8 %  | 9,4 %  |
| Département    | 8,4 % | 10,2 % | 10,3 % |
| France entière | 8,3 % | 10 %   | 10 %   |

En 2018, la population âgée de 15 à 64 ans s'élève à 694 personnes, parmi lesquelles on compte 77,1 % d'actifs (67,7 % ayant un emploi et 9,4 % de chômeurs) et 22,9 % d'inactifs,. En  2018, le taux de chômage communal (au sens du recensement) des 15-64 ans est inférieur à celui de la France et du département, alors qu'en 2008 la situation était inverse.
La commune fait partie de la couronne de l'aire d'attraction de Montauban, du fait qu'au moins 15 % des actifs travaillent dans le pôle,. Elle compte 176 emplois en 2018, contre 194 en 2013 et 181 en 2008. Le nombre d'actifs ayant un emploi résidant dans la commune est de 474, soit un indicateur de concentration d'emploi de 37 % et un taux d'activité parmi les 15 ans ou plus de 55 %.
Sur ces 474 actifs de 15 ans ou plus ayant un emploi, 99 travaillent dans la commune, soit 21 % des habitants. Pour se rendre au travail, 88 % des habitants utilisent un véhicule personnel ou de fonction à quatre roues, 0,9 % les transports en commun, 4,5 % s'y rendent en deux-roues, à vélo ou à pied et 6,7 % n'ont pas besoin de transport (travail au domicile).

### Activités hors agriculture

#### Secteurs d'activités
97 établissements sont implantés  à Montricoux au 31 décembre 2019. Le tableau ci-dessous en détaille le nombre par secteur d'activité et compare les ratios avec ceux du département,.
| Secteur d'activité                                                                                        | Commune | Commune | Département |
| Secteur d'activité                                                                                        | Nombre  | %       | %           |
| --- | ------- | ------- | ----------- |
| Ensemble                                                                                                  | 97      |         |             |
| Industrie manufacturière, industries extractives et autres                                                | 15      | 15,5 %  | (9,6 %)     |
| Construction                                                                                              | 18      | 18,6 %  | (14,9 %)    |
| Commerce de gros et de détail, transports, hébergement et restauration                                    | 23      | 23,7 %  | (29,7 %)    |
| Information et communication                                                                              | 3       | 3,1 %   | (1,9 %)     |
| Activités immobilières                                                                                    | 3       | 3,1 %   | (3,3 %)     |
| Activités spécialisées, scientifiques et techniques et activités de services administratifs et de soutien | 8       | 8,2 %   | (14,1 %)    |
| Administration publique, enseignement, santé humaine et action sociale                                    | 17      | 17,5 %  | (13,6 %)    |
| Autres activités de services                                                                              | 10      | 10,3 %  | (9,3 %)     |

Le secteur du commerce de gros et de détail, des transports, de l'hébergement et de la restauration est prépondérant sur la commune puisqu'il représente 23,7 % du nombre total d'établissements de la commune (23 sur les 97 entreprises implantées  à Montricoux), contre 29,7 % au niveau départemental.

#### Entreprises et commerces
Les cinq entreprises ayant leur siège social sur le territoire communal qui génèrent le plus de chiffre d'affaires en 2020 sont : 
- La P'tite Boutic De Didier, charcuterie (252 k€) ;
- Biau Jean Francois, travaux de menuiserie bois et PVC (63 k€) ;
- SARL Le Faucon, terrains de camping et parcs pour caravanes ou véhicules de loisirs (54 k€) ;
- Le Lavoir, blanchisserie-teinturerie de détail (23 k€) ;
- Les Fees Beaute, coiffure (10 k€).

### Agriculture
La commune est dans les Causses du Quercy, une petite région agricole située dans l'est du département de Tarn-et-Garonne. En 2020, l'orientation technico-économique de l'agriculture  sur la commune est la polyculture et/ou le polyélevage. 
|               | 1988  | 2000  | 2010  | 2020  |
| ------------- | ----- | ----- | ----- | ----- |
| Exploitations | 54    | 34    | 34    | 26    |
| SAU (ha)      | 1 162 | 1 078 | 1 239 | 1 241 |

Le nombre d'exploitations agricoles en activité et ayant leur siège dans la commune est passé de 54 lors du recensement agricole de 1988  à 34 en 2000 puis à 34 en 2010 et enfin à 26 en 2020, soit une baisse de 52 % en 32 ans. Le même mouvement est observé à l'échelle du département qui a perdu pendant cette période 57 % de ses exploitations,. La surface agricole utilisée sur la commune a quant à elle augmenté, passant de 1 162 ha en 1988 à 1 241 ha en 2020. Parallèlement la surface agricole utilisée moyenne par exploitation a augmenté, passant de 22 à 48 ha.

## Culture locale et patrimoine

### Lieux et monuments

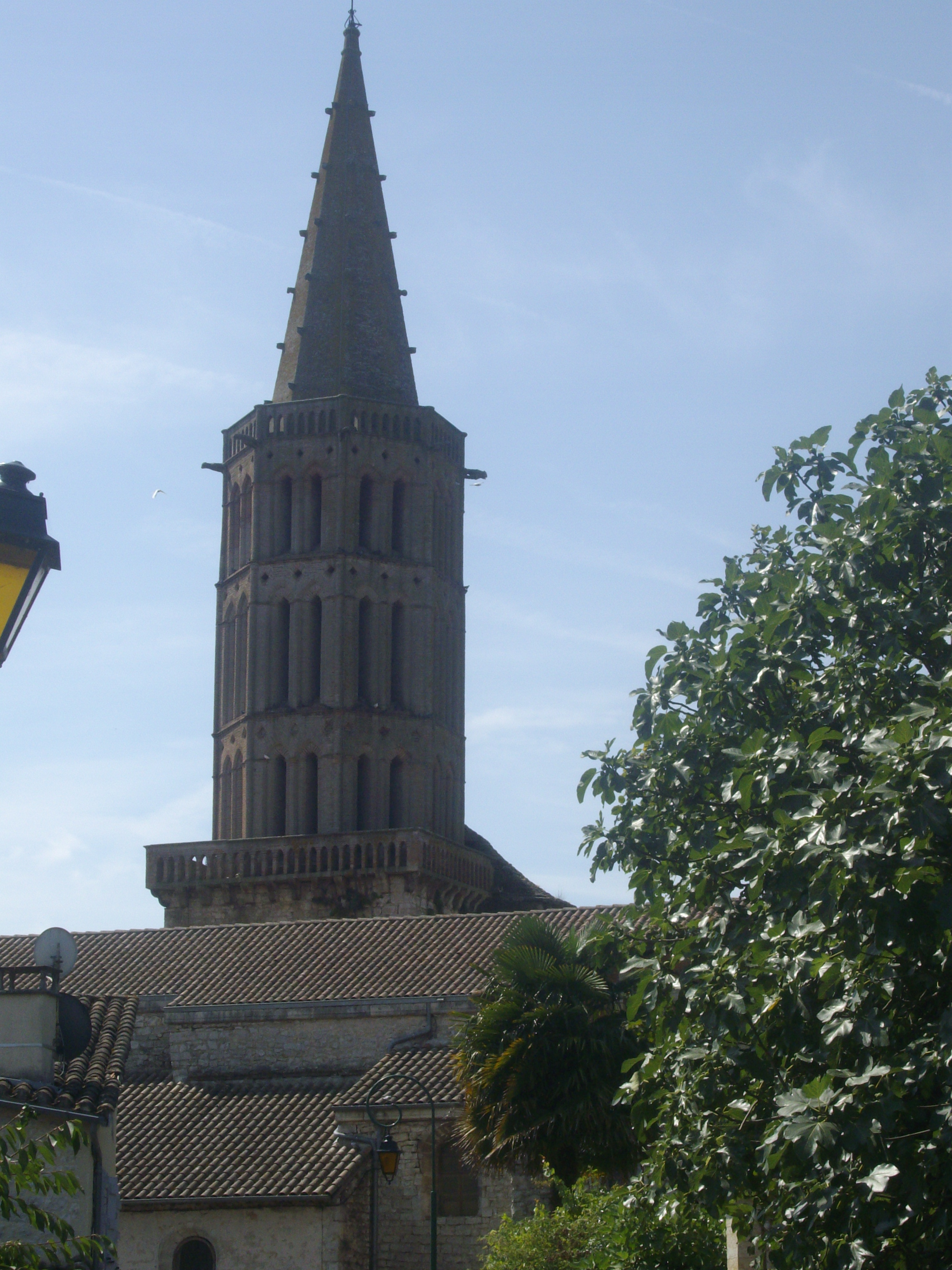
Église Saint-Pierre de Montricoux.

- Église Saint-Pierre de Montricoux (dans le village), à l'intérieur fresque de L'Annonciation offerte par son auteur, le peintre fresquiste Marcel-Lenoir en 1923. Le clocher et la porte d'entrée ont été classés au titre des monuments historiques en 1914[47]. Plusieurs objets sont référencés dans la base Palissy (voir les notices liées)[47].
- Église Saint-Laurent de Saint-Laurent-Nord, ancienne possession du prieuré de Saint-Antonin puis des templiers[48]. L'édifice est référencé dans la base Mérimée et à l'Inventaire général Région Occitanie[49].
- Château de Montricoux, ancienne commanderie des Templiers dont subsiste le donjon récemment recouvert, et musée Marcel-Lenoir (dans le village).
- Place Marcel-Lenoir (dans le village).
- Lavoir de Saint-Laurent.
- Église Saint-Benoît de Castres (en ruine)[Note 16], ayant également appartenu au prieuré de Saint-Antonin puis aux Templiers[48].
- Les murs de l'ancienne enceinte.

### Personnalités liées à la commune
- Esquieu de Floyran, seigneur de Montricoux (1312-1322) et délateur de l'ordre du Temple
- Maximilien de Béthune, duc de Sully, seigneur de Montricoux (1559-1641).
- Louis Cazottes, peintre (1846-1934)
- Marcel Lenoir (artiste peintre).
- Famille Faventines.

### Musée
Musée La Villa Des Peintres, 3 rue de la Mission : collection de peintures, dessins, sculptures, estampes, lithographies d'artistes locaux,.

## Pour approfondir